# 1966-os Formula–1 amerikai nagydíj
Az 1966-os Formula–1-es világbajnokság nyolcadik futama az amerikai nagydíj volt.

## Futam
Az Egyesült Államokban a már háromszoros világbajnok Brabham indult az élről, Clark és Bandini előtt.
A rajt után Bandini állt az élre, Ginther a 3. helyre lépett fel a 8. rajthelyről. Clark az első pozícióért folyó harcban a 4. helyre esett vissza. Amikor 17. körben az élen állók Peter Arundell Lotusát körözték le, Surtees megcsúszott a lassabb lekörözendő autóval együtt. Surtees boxkiállása után a 13. helyre tért vissza. Bandini motorhiba miatt a 35 körben kiesett, ezután Brabham vezette a futamot Cark előtt, miközben előnyét egyre növelte. Az 56. körben azonban az ausztrál is motorhiba miatt kiállni kényszerült, így (végérvényesen) Clark állt az élre 30 másodperccel Rindt Cooper-Maseratija előtt. Rindt üzemanyaga az utolsó körben elfogyott, de így is a 2. helyen rangsorolták, míg Surtees a 3. helyre jött fel megcsúszása és boxkiállása után. Clark saját maga és a H16-os BRM motor egyetlen győzelmét szerezte a szezonban.
| Helyezés | #  | Versenyző       | Csapat/Motor    | Futott körök | Idő/Kiesés oka      | Rajthely | Pontszám |
| -------- | -- | --------------- | --------------- | ------------ | ------------------- | -------- | -------- |
| 1        | 1  | Jim Clark       | Lotus-BRM       | 108          | 2:09'40,11          | 2        | 9        |
| 2        | 8  | Jochen Rindt    | Cooper-Maserati | 107          | Kifogyott üzemanyag | 9        | 6        |
| 3        | 7  | John Surtees    | Cooper-Maserati | 107          | + 1 kör             | 4        | 4        |
| 4        | 19 | Jo Siffert      | Cooper-Maserati | 105          | + 3 kör             | 13       | 3        |
| 5        | 17 | Bruce McLaren   | McLaren-Ford    | 105          | + 3 kör             | 11       | 2        |
| 6        | 2  | Peter Arundell  | Lotus-Climax    | 101          | + 7 kör             | 19       | 1        |
| Kiesett  | 10 | Innes Ireland   | BRM             | 96           | Generátor           | 17       |          |
| HN       | 12 | Richie Ginther  | Honda           | 81           | Helyezés nélkül     | 8        |          |
| Kiesett  | 18 | Mike Spence     | Lotus-BRM       | 74           | Gyújtás             | 12       |          |
| Kiesett  | 14 | Ronnie Bucknum  | Honda           | 58           | Motorhiba           | 18       |          |
| HN       | 22 | Jo Bonnier      | Cooper-Maserati | 57           | Helyezés nélkül     | 15       |          |
| Kiesett  | 5  | Jack Brabham    | Brabham-Repco   | 55           | Motorhiba           | 1        |          |
| Kiesett  | 4  | Jackie Stewart  | BRM             | 53           | Motorhiba           | 6        |          |
| Kiesett  | 3  | Graham Hill     | BRM             | 52           | Differenciálmű      | 5        |          |
| Kiesett  | 9  | Lorenzo Bandini | Ferrari         | 34           | Motorhiba           | 3        |          |
| Kiesett  | 6  | Denny Hulme     | Brabham-Repco   | 18           | Motorhiba           | 7        |          |
| Kiesett  | 11 | Pedro Rodríguez | Lotus-BRM       | 13           | Kiállt              | 10       |          |
| Kiesett  | 15 | Dan Gurney      | Eagle-Weslake   | 13           | Kuplung             | 14       |          |
| Kiz      | 16 | Bob Bondurant   | Eagle-Climax    | 5            | Kizárva             | 16       |          |

### Statisztikák
Vezető helyen:
- Lorenzo Bandini: 24 (1-9 / 20-34)
- Jack Brabham: 31 (10-19 / 35-55)
- Jim Clark: 53 (56-108)
- Jim Clark 20. győzelme, Jack Brabham 8. pole-pozíciója, John Surtees 9. leggyorsabb köre.
- Lotus 25. győzelme